# Tarsoporosus anchicaya
Tarsoporosus anchicaya es una especie de escorpión de la familia Scorpionidae descrita por Lourenço y Flórez en 1990.

## Distribución
Esta especie ha sido señalada para la costa colombiana del océano Pacífico en el Departamento del Chocó.